# 近藤孝造
近藤 孝造（こんどう こうぞう、1955年（昭和30年）12月28日 - ）は、日本の社会学者。学校法人徳島城南学園理事長。元徳島工業短期大学教授。
早稲田大学政治経済学部卒業。鳴門教育大学大学院学校教育研究科修了。徳島県徳島市出身。

## 経歴
徳島県徳島市南昭和町出身。1985年（昭和60年）に早稲田大学政治経済学部を卒業。1990年（平成2年）に鳴門教育大学大学院学校教育研究科社会科を修了。大学卒業後は石油会社や県立高校教諭で勤務。
1994年（平成6年）に徳島工業短期大学の講師となり、同大学の教授と大学を運営する学校法人徳島城南学園の副理事長を経て2009年（平成21年）に理事長に就任。またこれまでに日本社会学会・家族社会学会などに所属した。

## 論文
- 『過疎化社会と住民意識：徳島県美馬郡半田町を事例として』（石川義之、桂啓人、長澤寛二、1993年）